# Friedrich August Gotthold
Friedrich August Gotthold (* 2. Januar 1778 in Berlin; † 25. Juni 1858 in Königsberg) war ein deutscher Pädagoge und bedeutender Schuldirektor des Königlichen Collegium Fridericianum in Königsberg.

## Leben
Nach dem Verlust des Vaters besuchte Gotthold das Pädagogium und Waisenhaus bei Züllichau und das Gymnasium zum Grauen Kloster in Berlin. Ab 1798 studierte er an der (pietistischen) Universität Halle, wo er vor allem den Altphilologen Friedrich August Wolf hörte.
Im Jahre 1801 wurde er Lehrer am Lehrerseminar von Friedrich Gedike in Berlin. 1806 erhielt er eine Konrektorenstelle in Küstrin. 1810 übertrug ihm Wilhelm von Humboldt die Rektorenstelle am Königsberger Collegium Fridericianum, wo er als Schulleiter die Humboldtsche Bildungsreform mit großem persönlichen Engagement umsetzte. Unter seiner Leitung stieg die Schülerzahl von 88 (1810) zunächst auf 302 (1830), fiel aber später wieder auf 172 (1852).
Neben dem Deutschunterricht, in dem er wesentlich größeren Wert auf die formale Metrik statt auf den Inhalt legte, galt seine besondere Aufmerksamkeit dem Kernbereich der neuhumanistischen Bildung, den alten Sprachen: „… ihm war der griechische Unterricht der eigentliche Mittel-und Zielpunkt des Gymnasiallebens.“ Ab 1810 war er Mitglied  der Wissenschaftlichen Deputation in Königsberg, die das Bildungswesen im Sinne des Neuhumanismus umgestalten sollte.
Gotthold stellte sehr strenge Anforderungen sowohl an die Schüler wie auch an die Lehrer. Zusammen mit einem wenig konzilianten Verhalten führte das besonders im Lehrerkollegium, aber auch im Umgang mit den Leitern der anderen Königsberger Gymnasien und der Schulbehörde zu Problemen; in einem Bericht an das Ministerium bezeichnete ihn der Schul- und Konsistorialrat Dinter 1821 als gelehrt, streng und gewissenhaft, aber auch mit einem Eigendünkel behaftet. In dem Glückwunschschreiben zu seinem 50-jährigen Dienstjubiläum im Jahre 1851 legte ihm das Provinzialschulkollegium das Rücktrittsgesuch nahe, woraufhin er 1852 in den Ruhestand trat. Ihm folgte Johannes Horkel nach.
Zur Gymnasialpädagogik publizierte er zahlreiche Aufsätze. Sein Wahlspruch lautete: Geist haben und Geist wecken. Ebenso trat der Musikliebhaber auf musikwissenschaftlichem Gebiet hervor. Der leidenschaftliche Bibliophile vermachte seine Bibliothek mit über 35.000 Büchern der Universitätsbibliothek Königsberg. Noch in jüngster Zeit tauchte eine Komposition von Johann Sebastian Bach in seinem Nachlass auf.
Für das Bildungswesen des Königreichs Preußen hatte Gotthold historische Bedeutung.

## Ehrungen
- Roter Adlerorden 3. Klasse durch Friedrich Wilhelm III. (18. Januar 1833)[9]